# Kasper Junker
Kasper Junker (født 5. marts 1994 i Vinding, Danmark) er en dansk fodboldspiller, der spiller for Nagoya Grampus i Japan.

## Klubkarriere

### Randers FC
Kasper Junker blev spottet af Randers FC, mens han som studerende på Hessel Gods spillede for FC Djurslands hold i Danmarksserien. Han kom til Randers FC som U19-spiller i sommeren 2012, hvor han straks blev topscorer.[kilde mangler]
Kasper Junker fik sin Superliga-debut for Randers FC med et indhop i udekampen mod FC Vestsjælland den 7. marts, bl.a. med en assist til 1-1 kampen. Kasper Junker kom også på banen, da Randers FC den 4. april slog AGF med 1-0 i Aarhus.
I sommeren 2014 skrev han under på en fuldtidskontrakt med Randers, og blev dermed rykket op på førsteholdet og blev professionel.

### AGF
I sommeren 2016 skiftede Kasper Junker på en treårig kontrakt til superliganaboerne mod syd fra AGF, hvor han med Morten "Duncan" Rasmussens skade i en træningskamp fik chancen fra start i sæsonen 2016/17.

### AC Horsens
På sidste dag i transfervinduet, den 31. august 2018, skiftede Kasper Junker til AC Horsens på en femårig kontrakt. Beløbet offentliggjordes ikke, men klubben oplyser, at det er AC Horsens' dyreste indkøb nogensinde. Han slog aldrig igennem i Horsens og blev i sommeren 2019 udlejet til den norske klub Stabæk.

### FK Bodø/Glimt
Den 17. december 2019 skrev Junker under på en treårig aftale med den norske klub Bodø/Glimt gældende fra 1. januar 2020.

### Urawa Red Diamonds
I april 2021 blev Junker solgt til den Japanske klub Urawa Red Diamonds.